# Key frame
Un key frame en animació i producció cinematogràfica és un dibuix que defineix els punts d'inici i final d'una transició llisa. Aquests dibuixos es denominen frames (fotogrames), ja que la seva posició en el temps és mesurada en fotogrames de pel·lícula. Una seqüència de key frames defineix el que l'espectador veurà, en canvi, la posició dels key frames en la pel·lícula, vídeo o animació respon a la sincronització del moviment. Atès que només dos o tres key frames en el lapse d'un segon no creen la il·lusió de moviment, les trames restants s'omplen a través de la tècnica tweening.

## Ús dels keyframes com a mitjans per canviar paràmetres
Dins del programari que conté l'animació, especialment en l'animació 3D, hi ha molts paràmetres que poden arribar a ser canviats per objectes externs. Aquest objecte extern podria ser la llum, ja que en l'animació 3D la llum funciona de la mateixa manera al món real: il·luminen, produeixen ombres i clarobuscurs, destacant certes parts de la imatge. Dins la llum hi trobem alguns paràmetres com ara la intensitat, el color de la llum, la textura que un objecte adquirex en ser tocat per la llum.
Suposant que un animador volgués que la mida d'un raig de llum canviés gradualment cap a un raig de llum més suau en un cert període, es plasmaria amb l'ús d'un key frame. Al principi de l'animació, s'establiria un valor de mida del raig de llum, i, al final de l'animació, se n'establiria un altre d'inferior. Així doncs, el software del programara d'animació incorporiaria els dos valors mitjançant una transició llisa.

## Edició de vídeo
Dins del sistema d'edició de vídeo digital no lineal, així com als programes d'edició de vídeo, un key frame és un fotograma que s'usa per indicar el començament o el final d'un canvi fet al gsignal. Per exemple, un key frame podria indicar en quin punt el volum de l'àudio hauria variar i pujar/baixar cap a un determinat nivell.

## Compressió de vídeo
En la compressió de vídeo, un key frame, també conegut com a intra-frame, és un fotograma on una imatge completa és emmagatzemada en la transmissió de dades. En la compressió de vídeo, només els canvis que ocorren d'un fotograma al següent són emmagatzemats, per tal de reduir considerablement la quantitat d'informació que ha de ser emmagatzemada. Aquesta tècnica rau en el fet que la majoria de fonts de vídeo (com ara una pel·lícula normal) només pateix petits canvis en la transició entre dos fotogrames. Quan es produeix un canvi dràstic en la imatge, com ara el canvi de càmera o escena, es necessita un key frame. La imatge sencera ha de sortir del fotograma quan la diferència visual entre els dos fotogrames és prou considerable, de la manera que la nova imatge requeriria més transmissió de dades que recreant la imatge sencera.
Ja que la compressió de vídeo només emmagatzema canvis incrementals entre fotogrames (excepte key frames), no és possible anar endavant o rebobinar a qualsevol punt arbitrari en un vídeo en streaming. Això és degut al fet que les dades que es donen a un fotograma només representa el canvi entre aquest fotograma i el fotograma anterior a ell. Per aquesta raó, és bo incloure key frames a intervals arbitraris del vído a l'hora de la codificació del vídeo. Per exemple, un key frame pot sortir un cop per cada 10 segons de vídeo, encara que la imatge de vídeo no canvia prou visualment l'ordre de la creació automàtica del key frame. Això permetria buscar dins del vídeo un mínim de 10-segons d'interval entre aquests. El problema és que el vídeo en streamig serà més gran de mida perquè s'hauran introduït key-frames quan no són necessaris per la representació visual del fotograma. Aquest desavantatge, tanmateix, no provoca la pèrdua de compressió significativa quan la taxa de bits (bitrate) és a un valor alt per a una qualitat millor (com el MPEG de DVD-2 format).